# 오픈서치
오픈서치(OpenSearch)는 신디케이션 및 애그리게이션에 적절한 검색 결과 게시를 허용하는 기술들의 모임이다. 2005년 선보인 오픈서치는 표준적이고 접근 가능한 형식으로 검색 결과를 게시하기 위한 웹사이트와 검색 엔진의 한 방법이다.
오픈서치는 아마존닷컴의 자회사 A9이 개발하였으며 최초 버전 오픈서치 1.0은 2005년 3월 15일 오라일리 이머징 테크놀로지 컨퍼런스에서 제프 베이조스에 의해 공개되었다. 오픈서치 1.1 초안 버전은 2005년 9월과 12월 중에 공개되었다. 오픈서치 사양은 크리에이티브 커먼즈 Attribution-ShareAlike 2.5 라이선스로 A9에 의해 라이선스되고 있다.

## 같이 보기
- GraphQL
- Z39.50